# Campionati europei di nuoto di fondo 1991
La II edizione dei campionati europei di nuoto di fondo si è disputata a Terracina, in Italia, il 14 e il 15 settembre 1991.
Le gare sono state le stesse della prima edizione. I padroni di casa dell'Italia hanno conquistato il maggior numero di medaglie.

## Medagliere
| Posizione | Paese          |   |   |   | Totale |
| --------- | -------------- | - | - | - | ------ |
| 1         | Italia         | 1 | 2 | 1 | 4      |
| 2         | Svizzera       | 1 | 1 | 1 | 3      |
| 3         | Ungheria       | 1 | 0 | 1 | 2      |
| 4         | Germania       | 1 | 0 | 0 | 1      |
| 5         | Cecoslovacchia | 0 | 1 | 0 | 1      |
| 6         | Paesi Bassi    | 0 | 0 | 1 | 1      |
| Totale    | Totale         | 4 | 4 | 4 | 12     |

## Risultati

### Uomini
| Evento | Oro                 | Perform.   | Argento            | Perform.   | Bronzo        | Perform.   |
| 5 km   | Stefano Rubaudo     | 1h 06'51"7 | Davide Giacchino   | 1h 07'22"3 | Hans van Goor | 1h 07'38"4 |
| 25 km  | Christof Wandratsch | 5h 46'26"2 | Sergio Chiarandini | 5h 56'50"2 | Urs Kohlhaas  | 5h 58'50"1 |

### Donne
| Evento | Oro              | Perform.   | Argento           | Perform.   | Bronzo      | Perform.   |
| 5 km   | Éva Berzlánovits | 1h 13'51"2 | Yvetta Hlaváčová  | 1h 14'14"4 | Mara Data   | 1h 14'13"7 |
| 25 km  | Eliana Fieschi   | 6h 38'58"8 | Samantha Cavadini | 6h 54'27"7 | Rita Kovács | 6h 57'29"5 |